# 역자산
역자산(逆資產, negative equity)은 대출금이 집값보다 더 많은 상태를 말한다. 2008년 미국에서의 서브프라임 모기지 파동 이후, 역자산 상태에 빠진 사람들의 수가 급증하였는데, 이들은 집을 팔고 추가적으로 돈을 대출해야지만 기존의 대출금을 갚을 수 있는 상황이었다. 영어 표현으로 언더워터(underwater)라고 부르며, 특히 이 상황에 처한 사람들을 upside down이라고 한다.

## 같이 보기
- 모기지 론